# Kanton Astaffort
Kanton Astaffort (francouzsky Canton d'Astaffort) je francouzský kanton v departementu Lot-et-Garonne v regionu Akvitánie. Tvoří ho osm obcí.

## Obce kantonu
- Astaffort
- Caudecoste
- Cuq
- Fals
- Layrac
- Saint-Nicolas-de-la-Balerme
- Saint-Sixte
- Sauveterre-Saint-Denis